# Jordan Range
Jordan Range är ett berg i Kanada.   Det ligger i provinsen British Columbia, i den centrala delen av landet, 3 200 km väster om huvudstaden Ottawa. Toppen på Jordan Range är 1 174 meter över havet.
Terrängen runt Jordan Range är huvudsakligen bergig. Trakten runt Jordan Range är nära nog obefolkad, med mindre än två invånare per kvadratkilometer.. Det finns inga samhällen i närheten.
Omgivningarna runt Jordan Range är i huvudsak ett öppet busklandskap.